# 南博之

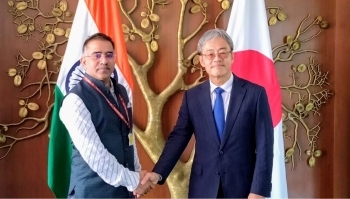
2024年5月29日、ニューデリーにて

南 博之（みなみ ひろゆき、1963年6月9日 - ）は、日本の外交官。法務省仙台入国管理局長、コンゴ民主共和国兼コンゴ共和国駐箚特命全権大使等を経て、国際テロ対策・組織犯罪対策協力担当特命全権大使。

## 経歴・人物
岡山県出身。1985年外務公務員採用上級試験合格。1986年東京大学法学部第二類卒業。外務省入省。
- 2001年：在フランス日本国大使館一等書記官
- 2003年：在フランス日本国大使館参事官
- 2004年：外務省経済局開発途上地域課企画官兼アジア太平洋経済協力室長
- 2006年：防衛庁防衛施設庁業務部業務企画課長
- 2007年：防衛省地方協力局提供施設課長（防衛書記官）
- 2008年：経済協力開発機構日本政府代表部参事官
- 2011年：在バングラデシュ日本国大使館参事官（公使）
- 2014年：在カナダ日本国大使館参事官（公使）
- 2016年：法務省仙台入国管理局長（入国審査官）
- 2018年：輸出入・港湾関連情報処理センター執行役員
- 2020年：駐コンゴ民主共和国特命全権大使兼駐コンゴ共和国特命全権大使[2]
- 2024年：特命全権大使（国際テロ対策・組織犯罪対策協力担当）[3][4]

## 同期
- 石川浩司（22年シンガポール大使・20年官房長・19年南部アジア部長）
- 岩間公典（22年バングラデシュ大使・20年デュッセルドルフ総領事）
- 牛尾滋（22年南アフリカ大使・19年ポルトガル大使・18年アフリカ部長）
- 宇山智哉（21年WTO事務局長上級補佐官）
- 大鷹正人（24年タイ大使・20年ハンガリー大使・19年外務報道官）
- 片江学巳（23年ルーマニア大使・20年瀋陽総領事）
- 河原節子（22年デュッセルドルフ総領事・21年公務員研修所副所長・18年フランクフルト総領事）
- 木村徹也（22年東ティモール大使・20年国連日本政府代表部大使・17年ミュンヘン総領事）
- 四方敬之（24年マレーシア大使・21年内閣広報官・20年外務省経済局長）
- 進藤雄介（21年在デトロイト日本国総領事・18年パキスタン公使・15年軍縮会議公使）
- 鈴木量博（23年オーストラリア大使・20年トルコ大使・18年北米局長）
- 中村安志（09年中南米局南米課課長補佐）
- 久島直人（22年中曾根康弘世界平和研究所・20年国際平和協力本部事務局長）
- 淵上隆（14年ドミニカ共和国大使）
- 三上正裕（22年ベルギー、北大西洋条約機構日本政府代表部大使・19年カンボジア大使・17年国際法局長）
- 道井緑一郎（23年フィジー大使）
- 山田重夫（23年駐米大使・21年外務審議官(政務担当)・19年総合外交政策局長）
- 吉田朋之（23年日本国際問題研究所所長・20年外務報道官・19年中南米局長・17年軍縮不拡散・科学部長）
- 若林啓史（16年東北大学教授）